# Megachile temora
Megachile temora är en biart som beskrevs av Cameron 1905. Megachile temora ingår i släktet tapetserarbin, och familjen buksamlarbin. Inga underarter finns listade i Catalogue of Life.